# Maison de la Motte
La maison de la Motte est une maison située à Rugny, en France.

## Localisation
La maison est située dans le département français de l'Yonne, sur la commune de Rugny.

## Historique
L'édifice est inscrit au titre des monuments historiques en 1999.